# Ajn asz-Szarkijja
Ajn asz-Szarkijja (arab. عين الشرقية) – miasto w Syrii, w muhafazie Latakia. W 2004 roku liczyło 2359 mieszkańców.